# Isebakke
Isebakke este o localitate din comuna Halden, provincia Østfold, Norvegia, cu o suprafață de 1,51 km² și o populație de 803 locuitori (2013).